# Giovanni Gaetano Bottari
Pour les articles homonymes, voir Bottari.
Giovanni Gaetano Bottari (15 janvier 1689, Florence - 5 juin 1775, Rome) est un scientifique florentin, et garde de la bibliothèque du Vatican.

## Biographie
Après avoir étudié pendant ses premières années, sous un faible maître de grammaire, il s'en dédommagea en suivant, depuis l'âge de dix ans, les leçons d'Antonio Maria Biscioni, qui, jeune encore, enseignait avecla littérature ancienne et l'éloquence. La théologie et la philosophie occupèrent Bottari, et, comme on n'enseignait encore dans les écoles que la philosophie d'Aristote, il fut obligé de se diriger lui-même dans l'étude  des autres méthodes.
Parvenu, aux règles du mouvement, il se mit à apprendre la géométrie en aurodidactes, la philosophiques et les mathématiques, abandonna presque entièrement celle de la langue grecque, qu'il avait commencée sous le savant helléniste Antonio Maria Salvini. Il reçut, en 1716, le doctorat en théologie, sous la présidence de son maître, le chanoine Biscioni, et fut reçu membre du collège de théologie dans l'université de Florence. L'académie de la Crusca le reçut dans son sein, et lui confia le travail d'une nouvelle édition de son vocabulaire. Il s'associa pour ce travail à deux des principaux académiciens, le marquis André Alamanni, et Rosso Martini, qui choisirent à leur tour d'autres collaborateurs. Cette rédaction qui était une refonte presque totale de l'ancien vocabulaire, les occupa pendant plusieurs années ; la nouvelle édition parut en 1758 et années suivantes.
Le grand-duc de Toscane mit alors Bottari à la tête de l'imprimerie grand-ducale, et l'on en vit bientôt sortir plusieurs ouvrages, non de lui, mais dont il dirigeait avec le plus grand soin les éditions. Jusqu'alors il était toujours resté à Florence ; il alla, en 1750, s'établir à Rome ; le pape Clément XII lui donna, en 1752, un canonicat et la chaire d'histoire ecclésiastique et de controverse dans le Collège de la Sapience ; il le nomma prélat palatin la même année. Peu de temps après, Bottari alla, avec le  géomètre Manfredi, visiter le Tibre, depuis Pérouse jusqu'à l'embouchure de la Nera, pour voir si l'on pouvait le rendre navigable. Ils firent la même opération sur le Teverone depuis au-dessous de Tivoli jusqu'à son embouchure. La relation delà première de ces deux visites a été imprimée, avec d'autres écrits relatifs au Tibre, sous ce titre : delle Ragioni e de' Rimedi delle inondazioni del Tevere, Rome, 1746 ; elle est signée de Manfredi ; mais Mazzuchelli affirme qu'elle est l'ouvrage de Bottari. Le pontife, satisfait de ce travail, le nomma, quelque temps après, garde ou custode de la bibliothèque Vaticane. Bottari y fit placer la collection des médailles qui fit depuis lors, selon la volonté du pontife, une des parties essentielles et l'un des principaux ornements de cette bibliothèque. Clément XII étant mort le 6 février 1740, Bottari entra au conclave avec le cardinal Corsini. Il y termina la publication d'une étude de Virgile à partir des manuscrits du Vatican, par la composition de la préface et des notes pour les variantes, ou varias lectiones, qui suffiraient seules, comme l'observe fort bien Mazzuchelli, pour faire juger de son érudition,.
Le cardinal Lambertini, avec qui Bottari avait d'anciennes liaisons, ayant été élu pape sous le nom de Benoît XIV, voulut l'avoir auprès de lui. Quoique fort attaché à ce pontife, il écrivait, en 1751, à un de ses amis à Brescia « Sa Sainteté a voulu absolument m'avoir dans son palais. J'y suis et j'y serai sans avancer d'un seul pas, parce que je n'ai point assez de mérite ; parce que je ne m'en soucie pas, que je ne le désire, ni le demande, et parce que cela ne me serait utile ni pour l'âme ni pour le corps. » Après la mort de Benoît XIV, en 1758, Bottari conserva, sous Clément XIII, ses places, son crédit. Il mourut à Rome, le 5 juin 1775. Il était membre de l'académie florentine, de celles de la Crusca, des Apatisti, de l'institut de Bologne, de l'Arcadie, etc. La plupart des auteurs du XVIIIe siècle ont rendu hommage à son goût, à ses lumières, et parlé avec admiration de son savoir. Il a laissé un grand nombre d'ouvrages, et un plus grand nombre de bonnes éditions d'ouvrages connus, auxquelles il ajoutait des éclaircissements, des notes et des préfaces,.

## Publications
Ses principaux ouvrages sont : 
1. Lezioni tre sopra il tremuoto, Rome, in-8° ; 1748, in-8°. Ces trois leçons furent lues ou récitées par l'auteur, les 20, 28 juillet et 4 août 1729, dans l'académie de la Crusca, à l'occasion d'un tremblement de terre que l'on sentit à Florence, la veille de la Saint-Jean.
2. Del Museo Capitolino, tomo primo contenente immagini di uomini illustri, Rome, chalcographie de la chambre apostolique, in-fol. ; le 2e tome est en latin : Musei Capitolini tomus secundus, Augustorum et Augustarum hermas continens cum observationibus italice primum, nunc latine editis, Rome, 1750, in-fol.
3. Sculture e pitture sagre estratte dai cimiteri di Roma, etc., nuovamente date in luce colle spiegazioni, t. 4e, Rome, 1757, gr. in-fol. ; t. 2e, ibid., t. 5e, ibid., 1755, in-fol. Antonio Bosio avait publié en italien, en 1632, le même ouvrage, sous le titre de Roma subterranea ; le pape en acheta les planches, et, voulant qu'elles servissent à une seconde édition, d'où l'on retrancherait tout le superflu, il en confia le soin à Bottari. Celui-ci eut bientôt reconnu que, le superflu ôté, il resterait peu de chapitres il aima mieux refaire l'ouvrage entier sur un nouveau plan, ce qu'il exécuta avec succès, mais avec beaucoup de peine, ne s'étant point auparavant préparé à ce travail.
4. Lezioni sopra il Boccaccio. Ces leçons, récitées dans l'académie de la Crusca, ont pour objet de défendre Boccace du reproche qu'on lui fait d'être un écrivain irréligieux. Domenico Maria Manni en a imprimé deux dans son Histoire du Décaméron ; les quarante-huit autres sont restées inédites.
5. Lezioni due sopra Tito-Livio che narra vari prodigi, imprimées sans nom d'auteur, dans le Ier vol. des Memorie di varia erudizione della Società Colombaria Fiorentina, Florence, 1747, in-4°. L'auteur s'y propose d'y défendre Tite-Live d'avoir adopté trop facilement des faits merveilleux et des prodiges.
6. Dissertazione sopra la Commedia di Dante, in cui si esamina se fosse sua o presa da altri l'invenzione del suo poema. Cette dissertation, en forme de lettres, est imprimée dans la Deca di Simbole aggiunta alla Deca del Proposto Gori, Rome, 1753, in-4°.
7. Dialoghi sopra le tre arti del disegno, Lucques, 1754, in-4°, sans nom d'auteur, mais généralement attribués à Bottari.

Parmi les éditions qu'il a données avec des notes et des préfaces savantes, on distingue surtout : 
1. le Novelle di Franco Sacchetti, cittadino Fiorentino, Florence (Naples), in-8°, précédées d'une vie de l'auteur, écrite avec beaucoup de soin.
2. Ercolano, dialogo di M. Benedetto Varchi, etc., Florence, 1750, in-4°, avec une préface qui contient la vie de Benedetto Varchi, son éloge et une notice exacte de ses ouvrages ; réimprimé à Padoue, par Comino, 1744, in-8°.
3. Antiquissimi Virgiliani codicis Fragmenta, et Picturæ ex Vaticana bibliotheca, ad priscas imaginum formas a Petro Sancto-Bartolo incisæ, Rome à la chalcographie de la chambre apostolique, 1744, grand in-fol. ; une savante préface, où l'éditeur donne toutes les notions les plus exactes sur l'antiquité des deux manuscrits de Virgile conservés dans la bibliothèque du Vatican, des notes, des corrections et des variantes, d'après ces deux manuscrits ; enfin, une table raisonnée et semée de notices remplies d'érudition, achèvent de donner du prix à cette belle édition de Virgile.
4. Lettere di F. Guittone d'Arezzo, con le note, Rome, 1745, in-4° ; l'épître dédicatoire, la préface, les notes, et la table très bien faite qui termine ce volume, 2e rendent, autant que les lettres mêmes, un des plus précieux pour l'étude de la langue toscane.
5. Descrizione del Palazzo Apostolico Vaticano, opera postuma di Agostino Taia, revista ed accresciuta, Rome, 1750, in-12.
6. Raccolta di lettere sulla pittura, scultura e architettura, scritte da' più celebri professori che in dette arti fiorirono dal secolo XV al XVII, Rome, t. 1er, 1754 ; t. 2e, t. 3e, 1739, in-4°. En publiant ces lettres intéressantes pour les arts, l'éditeur y a joint des notes utiles : on trouve de plus, dans le 5e volume, trois lettres de lui, et plusieurs autres qui lui sont adressées.
7. Vite de' più eccellenti pittori, scultori architetti, scritte da Giorgio Vasari, corrette da molti errori e illustrate con note, Rome, t. 1 et 2, 1759 ; t. 5, in-4° 1760[3]. Bottari a dédié cette belle édition au roi de Sardaigne, Charles-Emmanuel III, et à ses deux fils. Elle est infiniment plus correcte que celle même des Junte, et, au lieu des portraits gravés en bois, ceux qui ornent celle-ci sont très bien gravés en cuivre. Les notes ajoutent des circonstances intéressantes au texte de Vasari, tant sur les vies des artistes que sur leurs ouvrages, et les trois tables qui terminent le dernier volume sont de la plus grande utilité pour l'étude de cette importante collection.

## Sources
- « Giovanni Gaetano Bottari », dans Louis-Gabriel Michaud, Biographie universelle ancienne et moderne : histoire par ordre alphabétique de la vie publique et privée de tous les hommes avec la collaboration de plus de 300 savants et littérateurs français ou étrangers, 2e édition, 1843-1865 [détail de l’édition]